# 蕭邦博物館
蕭邦博物館（波蘭語：Muzeum Fryderyka Chopina）是位於波蘭首都華沙的一座博物館，創建於1954年，目的是紀念弗雷德里克·蕭邦。蕭邦博物館擁有兩個分館。

## 外部連結
- Official website

52°14′11″N 21°01′23″E / 52.23639°N 21.02306°E